# Lejops contracta
Lejops contracta är en tvåvingeart som först beskrevs av Torp och Claussen 1980.  Lejops contracta ingår i släktet sävblomflugor, och familjen blomflugor. Inga underarter finns listade i Catalogue of Life.